# Korça

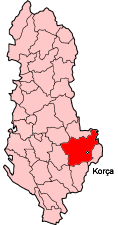

Korça (görögül: Κορυτσά/Koritsza, aromunul Corita, olaszul: Coriza, szerbül: Корча vagy Korča, törökül: Körice) város Albánia délkeleti részén, a görög határ közelében, az azonos nevű Korça kerület székhelye. Az ország hetedik legnépesebb városa, lakossága mintegy 58 000 fő (2006, becslés). Egykor etnikailag sokszínű város volt, mára a lakosság 95%-a albán, mellettük görögök, aromunok, macedónok és cigányok élnek itt. Ortodox püspöki székhely.

## Fekvése
A város a görög határ közelében, az Ohridi- és a Preszpa-tó előterében található. A Morava-hegység által közrezárt, 850 méteres tengerszint feletti magasságú fennsíkon, illetve a Szent Thana-hegy lejtőjén terül el. Közelében, a Morava-hegységben található a Drenovai-fenyves Nemzeti Park.

## Története
A város környékén emberi megtelepedésre utaló nyomokat találtak a neolitikumból, a réz- és a bronzkorból egyaránt. A vaskorban, a hellenisztikus kor idején aromunok telepedtek le a vidéken (a város aromun neve Curceaua). Középkori források 1280-ban egy Coviza nevű települést említenek a mai Korça helyén, különösebb jelentősége azonban az akkori városnak még nem lehetett. A terület 1440-ben lett az Oszmán Birodalom része. Pár évvel később II. Mehmed parancsára és támogatásával az itt élő Iljaz Hoxha a város fejlesztésébe fogott, s a város Görice néven a Monasztiri vilajet egyik szandzsákjának székhelye lett. Iljaz Hoxha kitüntette magát Bizánc 1453-as ostromában, s a szultántól elnyerte az Iljaz Mirahori bég címet. A következő évszázadokban a város mint csendesen fejlődő kereskedőváros élte életét. A közeli fejlett aromun kereskedőváros, Voskopoja 18. századi porig égését követően a vidék kereskedelmi központja lett (korçai kereskedők nemegyszer a bécsi vagy a lipcsei vásárokig is elmentek). 
1887-ben itt alapították az első albán tanítási nyelvű iskolát, amelyet hamarosan, 1891-ben az első albán leányiskola megnyitása követett. A török hódoltság 1912-es megszűnését követően a közeli Görögország tartott igényt a városra, Dél-Albánia egészével együtt. Azt állítván, hogy a város valamennyi ortodox vallású lakója görög nemzetiségű, 1912. december 6-án bevonultak Korçába. 
1913-ban Albánia visszaszerezte a területet, majd 1914-ben Albánia és Görögország aláírta a korfui egyezményt, amelynek következményeként a város az észak-épeiroszi autonóm terület része lett. Még ugyanazon év július 10-én, már az I. világháború nyitányaként az egyezménnyel elégedetlen görögök ismét bevonultak a városba, de a közelben húzódó front többször átment Korçán: egyszer az Osztrák–Magyar Monarchia, majd pedig ismét a görögök lettek a város urai. 1916. december 10-én a franciák foglalták el a várost, s befolyásuk alatt kikiáltották a Korçai Albán Autonóm Köztársaságot, amelyet csak 1920. június 21-én oszlattak fel. 1921. november 9-én a Nagykövetek Tanácsa Genfben elutasította a görög igényt Korçára, s az 1913-as határokat visszaállítva megerősítették Albánia függetlenségét. 
1925 júliusában a Népszövetség tanácsa végleg Albániának ítélte a várost. 1939-ben a fasiszta Olaszország annektálta az országot, s a város (olaszul Corizza) közelében húzódott a front, túloldalán a szembenálló görög csapatokkal. 1940 novemberében a görögök bevonultak a városba, de a rákövetkező év áprilisában a németek kiverték őket és 1944. október 24-éig megszállásuk alatt tartották a várost. Mindeközben a város a kommunista szervezkedés egyik fő fészke, az Albán Munkapárt bölcsője volt. Itt nőtt fel, majd lett a település iskolájának franciatanára Albánia jövőbeni diktátora, Enver Hoxha. Vezetésével 1941-ben itt mondták ki az – egyelőre illegális – Albán Munkapárt megalakulását. Hatalomra kerülését követően Hoxha szembefordult a várossal: ezreket internáltatott vagy végeztetett ki azok közül, akik nem támogatták rendszerét. 
A rendszerváltás idején, 1991 februárjában a korçaiak ledöntötték az exdiktátor szobrát. Az 1990-es években Korça a Sali Berisha vezette Albán Demokrata Párt egyik legerősebb körzete volt.

## Gazdaság
A korábban alapvetően mezőgazdasági jellegű kereskedőváros, Korça a 20. század során nagy ipari beruházások helyszíne lett. A továbbra is jelentős búzatermesztés és a korábban is hires kézműves szőnyeggyártás mellett malom-, sör- (birra Korça), bor- (merlot), cukor-, textil- és bőripari üzemegységek költöztek a városba, de jelentős mérőműszerüzeme is. A közeli hegyekben barnakőszén-bányászat folyik.

## Látnivalók
A város fő látványosságai az 1495–96-ban épült Mirahori-mecset, valamint a bektási szekta imaháza (Turan teqe). Emellett érdemes megtekinteni a 19. századi bazárt, a 16. századi albán ikonfestő, Onufri műveit is felsorakoztató Középkori Művészetek Múzeumát, és a Nemzeti Oktatási Múzeumot.

## Testvérvárosok
- Kolozsvár,[2] Románia